# Lepidostoma directum
Lepidostoma directum is een schietmot uit de familie Lepidostomatidae. De soort komt voor in het Oriëntaals gebied.